# Tilikum Crossing
A Tilikum Crossing (csinúk nyelven A nép hídja) ferdekábeles híd az Amerikai Egyesült Államok Oregon államának Portland városában, amelyet csak a MAX vonatai, a Portland Streetcar villamosai, a megkülönböztető jelzéseket használó járművek, a kerékpárosok és a gyalogosok használhatnak. Ez az USA első hídja, ahol tiltott a gépjárműforgalom. Eredetileg a MAX narancssárga vonala számára tervezték.
Az építkezés 2011-ben kezdődött, a műtárgyat 2015. szeptember 12-én adták át; neve egy csinúk törzsfőnökre utal. Az 1970-es évek óta ez a térség első hídja a Willamette folyón.

## Története
Több nyomvonal megfontolását követően a híd kialakítását 2008-ban véglegesítették. A South/North MAX-szakaszhoz szükséges támogatást a lakosság 1994 novemberében szavazta meg. A vasútvillamos-járat átvezetésére felmerült a Hawthorne híd és a Caruthers utca is. A Clark megyei lakosság 1995-ben és később többször is a a MAX washingtoni hosszabbítása ellen szavazott, ezután 1998-ban a Caruthers utcán keresztüli nyomvonal mellett döntöttek. A tramtrain-tervezés során a 2000-es években annak alacsonyabb költsége miatt újra megfontolták a Hawthorne hídi átvezetést. 2008-ban elfogadták a szélesebb hídról szóló terveket. Az új nyomvonal jobban kiszolgálná a South Waterfront kerületet.

### Építése
A projektet Portland és Milwaukie városok, valamint a Metro regionális önkormányzat 2008-ban fogadta el. A TriMet a híd megépítésére 2010 decemberére 127 millió dollárt különített el. A TriMet által preferált kialakítást a HNTB tervezte és a Kiewit vitelezte ki.
A 134,6 millió dolláros költséget a TriMet bevételeiből, szövetségi támogatásokból és szerencsejáték-haszonból kívánták fedezni. 2011 júniusában a híd építésével egyidejűleg a vízhasználók és a hídépítők biztonsága érdekében csendes zónát alakítottak ki. Az építési területet júliusban jelölték ki, az építkezés 2014-es befejezését követően pedig több hónapi infrastruktúra-építést terveztek.
2015. január 21-én a felsővezetékek és a jelzők kipróbálására több tram-train és villamos közlekedett a hídon.

### Elnevezése
A híd nevéről szavazást követően 2014 áprilisában döntöttek. A „tilikum” (más írásmódban tillicum) szó csinúk nyelven népet, törzset vagy családot jelent; ezzel a térségben tizennégyezer évvel korábban élő csinúk törzsekre, valamint a Portland létezésének első ötven évében a telepesek és az őslakosok között zajló kereskedelemre utalnak. Korábban az építés alatt álló hídra Portland–Milwaukie vasúti hídként vagy Caruthee utcai átkelőként hivatkoztak.
A 2013-as szavazáson a legtöbb szavazat Kirk Reeves utcazenészre érkezett, azonban a TriMet a jelölést visszautasította és 2014 januárjában új opciókat listázott:
- Abigail Scott Duniway, női egyenjogúsági aktivista
- Cascadia biorégió, a város elhelyezkedése
- Tillicum/Tilikum, csinúk nyelven nép, törzs vagy család
- Wy’east, a Hood-hegy egykori neve

Javaslatokat március 1-jéig fogadtak, majd az őslakosok által preferált Tilikum Crossing (A nép hídja) formát választották.

### Átadása
A híd a nyilvánosság számára 2015. szeptember 12-én nyílt meg. Augusztus 9-én a huszadik Providence Bridge Pedal kerékpáros esemény keretében mindenki számára nyitva volt.

## Elhelyezkedése
A műtárgy Portland South Waterfront és Central Eastside kerületeit köti össze. A 21. századra az egykori ipartelepek lakó- és kereskedelmi övezetekké alakultak át, a növekvő népesség miatt pedig új közlekedési lehetőségekre volt szükség. Mivel a városrészek szűk utcái a megnövekvő autóforgalmat nem tudnák elvezetni, egy tömegközlekedési folyosó kialakításáról döntöttek.
A híd a Marquam hídtól délre, azzal párhuzamosan helyezkedik el; nyugati hídfője a Marquam és Roos Island hidak között, a keleti pedig a Caruthers utcától északra található, keleti oldalán a Sherman utcánál csatlakozik az utcahálózathoz. A vasúti vágányok az Oregoni Ipartudományi Múzeum felé vezetnek.
Elsődleges célja a MAX narancssárga vonalának átvezetése, de emellett villamosok, buszok, rendőrségi, tűzoltósági és mentőjárművek, valamint kerékpárosok és gyalogosok is használhatják. Az autóforgalom tiltott. A buszok átvezetésétől az utazási idők csökkentését remélték. A járdák mindkét oldalon 4,3 méter szélesek.

## Kialakítása
A város a ferdekábeles, gerendás és íves kialakítást is megvizsgálta, majd a Miguel Rogales által tervezett hibrid ferdekábeles és függőhíd építését javasolták. A TriMet költségcsökkentés miatt végül a MacDonald Architects által tervezett ferdekábeles műtárgy mellett döntött. Az 55 méteres pilonokat a T. Y. Lin International tervezte. Az 520 méteres hídon kettő földi és kettő pillér található. A 240 méteres szerkezeten a pillérek között 9,4 méter széles szakaszt választottak le a vasút számára, valamint további kettőt a gyalogos és kerékpáros forgalomnak.
A letisztultabb megjelenés érdekében kábelnyergeket építettek be. Ez az USA első hídja, amely a Freyssinet-féle nyeregkialakítást használja, amelynél a feszítőkábelek folyamatosan futnak a felszíntől a pillérek tetejéig, majd az ellenkező oldalon vissza a felszínig. Az 5,6 kilométernyi feszítőkábelt egyetlen darabban építették be.

### Közvilágítás
A Valentina Murch és Doug Hollis installációs művészek által tervezett világítás a Willamette folyó sodrása, mélysége és hőfoka szerint változik; ezt a USGS adatait feldolgozó szoftver teszi lehetővé. 178 LED modulja a pilonokat, a feszítőkábeleket és a hídtest alját világítja meg. Az alapszínt a folyó hőmérséklete, intenzitását pedig a víz sodrási sebessége határozza meg. A pilonok és feszítőkábelek világításának színe a folyó vízszintje szerint váltakozik.

## Fordítás
- Ez a szócikk részben vagy egészben  a   Tilikum Crossing című angol Wikipédia-szócikk ezen változatának fordításán alapul.  Az eredeti cikk szerkesztőit annak laptörténete sorolja fel. Ez a jelzés csupán a megfogalmazás eredetét és a szerzői jogokat jelzi, nem szolgál a cikkben szereplő információk forrásmegjelöléseként.